# シタフォードの秘密
『シタフォードの秘密』（シタフォードのひみつ、原題：The Sittaford Mystery,米題The Murder at Hazelmoor）は、1931年にイギリスの小説家アガサ・クリスティが発表した長編推理小説である。
ウィレット夫人とその娘は、雪の降る冬のダートムア村での夜、テーブル・ターニング（交霊会）を催す。霊は近くの村に住むトリヴェリアン大佐が死んだと告げるが、道路は車が通れないため、彼の友人バーナビー少佐は徒歩で村に行くことを宣言し、現地で予言が的中したことを確認する。トリヴェリアン大佐の甥と婚約していたエミリー・トレファシスが警察とともに謎を解き明かす。

## あらすじ
シタフォードはデヴォン州ダートムアの端にある小さな村である。ウィリット夫人と娘のヴァイオレットは、元海軍大佐のトリヴェリアンが所有するシタフォード荘に新しく入居することになる。彼女らは金曜日の午後に4人の人物をお茶に招待する。すなわち、トリヴェリアン大佐の長年の友人であるバーナビー少佐、ライクラフト、ロナルド・ガーフィールド、そしてデュークである。ガーフィールドの提案で、6人はテーブル・ターニングをする。その最中、霊が「トリヴェリアンが殺された」と告げる。バーナビー少佐は大佐の安否を気遣い、大佐の住むエクスハンプトン村までの6マイルを歩いて行く。地面には厚い雪が積もっており、その日の夜にはさらに大雪になると予報されている。シタフォード荘には電話もなく、車はこの状況では運転できない。
2時間半後、吹雪の中でバーナビー少佐はトリヴェリアン大佐の自宅に到着する。誰も出てこないので、彼は地元の警察と医者を連れてくる。奥の書斎の窓から家の中に入ると、トリヴェリアン大佐の死体が床に横たわっている。頭蓋底の骨折が死因であり、凶器は砂の入った緑色のラシャの袋であった。
トリヴェリアン大佐の遺言では、彼の財産のほとんどは妹ジェニファー・ガードナー、甥ジェイムズ・ピアソン、姪シルヴィア・デリング、甥ブライアン・ピアソン（亡くなったもうひとりの妹の子供3人）の4人に等分することになっていた。ジェイムズ・ピアソンは殺人事件当時エクスハンプトンにおり、トリヴェリアン大佐から借金しようとして断られていたことから殺人容疑で逮捕される。
ナラコット警部が捜査を開始するが、ジェイムズ・ピアソンの婚約者エミリー・トレファシスも独自に調べ始める。彼女は、殺人事件の後、エクスハンプトンで行われた新聞社のサッカー大会で優勝したバーナビー少佐に5,000ポンドの小切手を贈ったデイリー・ワイヤー紙の記者チャールズ・エンダビーに協力させられる。エミリーとチャールズはシタフォード荘の庭師カーティス夫妻の家に滞在し、手がかりを探す。ジェイムズ・ピアソンの弁護士は、想像以上に事態が悪化していることをエミリーに伝える。ジェイムズは、株の投機をするために会社からお金を内緒で「借りた」のだという。
ブライアン・ピアソンは、ヴァイオレット・ウィリットと深夜にランデブーしているところをエンダビーに発見され疑われる。彼はヴァイオレットと婚約していた。ウィリット母娘がシタフォード荘に移り住んだのは、ヴァイオレットの父親が収監されていたダートムーア刑務所の近くに住みたかったからであったことが明らかになる。殺人事件の3日後に父親が刑務所から脱走したのは、ブライアン・ピアソンの手引きによるものだった。彼とブライアンはほとぼりが冷めるまでウィレット母娘の下男として暮らそうとするが再逮捕される。マーティン・デリングのアリバイは、妻シルヴィアが離婚手続きのために彼を監視していたのに対する偽装であることが判明する。シルヴィアはライクロフトの姪であり、ジェニファー・ガードナーはガーフィールドの名付け親であり、デュークはロンドン警視庁の元警部であった。
煙突に隠されたトリヴェリアン大佐のスキーブーツと、サイズの違う2足のスキーを発見したエミリーは謎を解き明かす。バーナビー少佐が真犯人だ。彼はテーブル・ターニングでインチキをして、トリヴェリアン大佐が殺害されたというメッセージを発生させ、エクスハンプトン村への道のりを歩く代わりに、自宅に行ってスキーを履いて短時間で到着し、トリヴェリアン大佐を殺害したのだった。エミリーは、バーナビーが株で大損しており、殺人の動機は小切手だったと説明する。エミリーは、捜査中に彼女に恋したエンダービーからの求婚を、婚約者のジェイムズをまだ愛しているからと断る。

## 登場人物
シタフォード村                                               
- ウィリット夫人 - シタフォード荘の借家人
- ヴァイオレット・ウィリット - ウィリット夫人の娘
- ジョン・エドワード・バーナビー少佐 - トリヴェリアン大佐の友人、1号コテージ
- ワイアット大尉 -  病人、2号コテージ
- アブダル -ワイアット大尉の使用人、インド人
- ライクラフト - 心霊研究会会員、博物学者、3号コテージ
- キャロライン・パーシハウス -  6年前にシタフォードにやってきた未婚の婦人、4号コテージ
- ロナルド・ガーフィールド - キャロラインの甥、ロニー
- カーティス - シタフォード荘の庭師、5号コテージ
- アメリア・カーティス - カーティスの妻
- デューク - 最近越してきた人、大柄で物静か、6号コテージ
- メアリー・ヒバート -  シタフォードの郵便局員の妻、6人の子持ち、義理の妹と住む
- パウンド -  シタフォードの鍛冶屋、妻が近々8人目の子供を出産予定

エクスハンプトン村 - シタフォードから6マイル離れた村
- ジョセフ・アーサー・トリヴェリアン大佐 - 退役海軍大佐、シタフォード荘の持ち主。今はミス・ラーペントから借りたヘイゼルムアに住んでいる、ジョー
- ロバート・ヘンリー・エヴァンズ - 大佐の使用人、元水兵
- レベッカ - エヴァンズの妻、ベリング夫人の姪、２ヶ月前に結婚、フォア・ストリート８５番地に夫と住む
- ベリング夫人 - スリー・クラウン館の女主人
- ポロック - エクスハンプトン警察署の部長刑事
- グレイブズ巡査 - ヘイゼルムアから100メートルくらいの所にある派出所の巡査、妻はベリング夫人の娘
- ウォーレン医師 - 派出所の直ぐ隣に住む医師
- ウイリアムスン - 不動産屋、シタフォード荘を周旋
- フレデリック・カークウッド - 不動産屋の隣のウォルターズ＆カークウッド弁護士事務所の弁護士

エクセター - エクスハンプトン村から汽車で30分
- ジェニファー・ガードナー - トリヴェリアン大佐の妹、ウォルドン・ロードのローレル館に住んでいる
- ロバート・ガードナー - ジェニファーの夫
- ビアトリス - ローレル館のメイド
- デイヴィス -  ローレル館の看護婦
- ナラコット警部
- マックスウエル警視 - ナラコット警部の上司

ロンドンほか
- メリー・ピアソン - トリヴェリアン大佐の妹、故人
- ジェイムズ・ピアソン - メリーの長男、ロンドンクロムウェル街21番地、保険会社勤務、ジム
- シルヴィア・ディアリング - メリーの娘、ウィンブルドン サリ通 ヌック荘
- ブライアン・ピアソン - メリーの息子、末弟オーストラリア在。
- ウイリアム・マーティン・ディアリング - 小説家、シルヴィアの夫。

- エミリー・トレファシス - ジェイムズ・ピアソンの婚約者
- チャールズ・エンダビー - デイリー・ワイヤー紙記者
- ダクレス - エミリー・トレファシスの顧問弁護士

## 出版
| 題名               | 出版社     | 文庫名                          | 訳者       | 巻末                                               | カバーデザイン  | 初版年月日    | ページ数 | ISBN              | 備考 |
| ------------------ | ---------- | ------------------------------- | ---------- | -------------------------------------------------- | --------------- | ------------- | -------- | ----------------- | ---- |
| 吹雪の山荘         | 紫文閣     | 翻訳大衆小説シリーズ            | 膳所信太郎 |                                                    |                 | 1939年        |          |                   | 絶版 |
| 山荘の秘密         | 早川書房   | 世界傑作探偵小説シリーズ10      | 田村隆一   | 訳者あとがき                                       |                 | 1952年        | 275      |                   | 絶版 |
| シタフォードの謎   | 東京創元社 | 世界推理小説全集21              | 鮎川信夫   |                                                    |                 | 1956年        | 252      |                   | 絶版 |
| シタフォードの秘密 | 早川書房   | ハヤカワ・ポケット・ミステリ262 | 田村隆一   |                                                    |                 | 1956年        |          |                   | 絶版 |
| シタフォードの謎   | 東京創元社 | 創元推理文庫 105-22             | 鮎川信夫   |                                                    |                 | 1965年3月26日 | 332      | 978-4488105228    | 絶版 |
| ハーゼルムアの殺人 | 角川書店   | 角川文庫赤502－6                | 能島武文   | 訳者あとがき                                       | 上原徹          | 1966年        | 354      |                   | 絶版 |
| シタフォードの秘密 | 早川書房   | ハヤカワ・ミステリ文庫1-81      | 田村隆一   | 田村隆一 動機の独創性                              | 真鍋博          | 1985年7月1日  | 342      | 978-4-15-070081-2 | 絶版 |
| シタフォードの秘密 | 早川書房   | クリスティー文庫76              | 田村隆一   | 飛鳥部勝則「フーダニットの女王あるいは降霊会効果」 | Hayakawa Design | 2004年3月16日 | 431      | 978-4-15-130076-9 |      |

## 作品の評価
1931年8月16日付のニューヨーク・タイムズ・ブックレビューは、「アガサ・クリスティーの最新作は、彼女のいつもの高い水準に達しており、彼女の最高傑作『アクロイド殺し』と比べても遜色ない」と述べている。さらに、「エミリー・トレファシスは、ここ数ヶ月で最もシャープで、最も好感の持てる探偵の一人である」とも述べている。最後に「週末に読むのに最適な本だ」と締めくくっている。
ロバート・バーナードは、「ダートムアという環境と雪によって研ぎ澄まされたメイヘム・パーヴァ。いつもの要素が盛りだくさんな上に、脱獄囚、降霊術、新聞コンクール、ハンサムで弱い男とまっすぐで成功した男の間で葛藤する若い女性アマチュア探偵、などなど。巧みな手がかりで、非常に面白い。」と評した。
チャールズ・オズボーンは、「...強力なプロットで、読者が真相に到達することはないだろう。また、クリスティ夫人の最も楽しい犯罪小説の一つであり、ダートムアという背景の使い方は見事である。」と評した。

## 映像化

### テレビドラマ
アガサ・クリスティー ミス・マープル『シタフォードの謎』
シーズン2 エピソード4（通算第8話） イギリス2006年放送
原作には登場しないミス・マープルを主人公とする。登場人物は原作と共通する者も多いが、真犯人は異なる。
- クライヴ・トレヴェリアン: ティモシー・ダルトン - 元海軍大佐
- ジェイムズ（ジム）・ピアソン: ローレンス・フォックス - トレヴェリアンの甥
- エミリー・トレファシス: ゾーイ・テルフォード - ジェイムズの婚約者
- チャールズ・バーナビー: ジェームズ・マレー - 新聞記者
- ジョン・エンダービー: メル・スミス - トレヴェリアンの政務官
- ウィレット夫人: パトリシア・ホッジ - ホテルの宿泊者
- ヴァイオレット・ウィレット: キャリー・マリガン - ウィレット夫人の娘